# Kylie's Remixes Volume 1
| Đánh giá chuyên môn | Đánh giá chuyên môn |
| Nguồn đánh giá      | Nguồn đánh giá      |
| Nguồn               | Đánh giá            |
| ------------------- | ------------------- |
| Allmusic            | [ 1 ]               |

Kylie's Remixes Volume 1 là một tuyển tập phối lại của Kylie Minogue được phát hành tại Nhật Bản ngày 16 tháng 3 năm 1989, vươn lên top 30 trên bảng xếp hạng Oricon và được chứng nhận Vàng. Album sau đó tiếp tục được phát hành tại Úc năm 1993 và phát hành lại năm 1998. Tuyển tập này gồm những bản phối của những ca khúc thành công mà cô kết hợp với Aitken, Stock & Waterman.

## Danh sách bài hát
1. "I Should Be So Lucky" (Bản phối của Bicentennial) – 6:12
2. "Got to Be Certain" (Bản phối của Extra Beat Boys) – 6:52
3. "The Loco-Motion" (Bản phối của Sankie) – 6:36
4. "Je Ne Sais Pas Pourquoi" (Bản phối của Moi Non Plus) – 5:55
5. "Turn It into Love" (Bản gốc) – 3:37
6. "It's No Secret" (Bản mới) – 5:49
7. "Je Ne Sais Pas Pourquoi" (Bản phối của Revolutionary) – 7:16
8. "I Should Be So Lucky" (Bản phối mới) – 5:33
9. "Made in Heaven" (Bản phối của Made in England) – 6:19

## Xếp hạng
| Bảng xếp hạng (1989)                | Vị trí cao nhất |
| ----------------------------------- | --------------- |
| Bảng xếp hạng album Oricon Nhật Bản | 25              |

## Số bán và chứng nhận
| Quốc gia | Chứng nhận | Số đĩa   | Số bán |
| -------- | ---------- | -------- | ------ |
| Nhật Bản | Vàng       | 100,000+ | 84,000 |